# 2010 في المجر
فيما يلي قوائم الأحداث التي وقعت خلال عام 2010 في المجر.

## سياسة

### تعيين في المنصب
- 29 مايو – فيكتور أوربان رئيس وزراء المجر.

## رياضة
- 1 أغسطس – جائزة المجر الكبرى 2010 الفائز مارك ويبر.

## وفيات

### مارس
- 20 مارس – إشتفان بيليك (مواليد 1932)[1]

### أبريل
- 9 أبريل – زولتان فارغا (مواليد 1945) لاعب كرة قدم مجري.[2]

### أكتوبر
- 1 أكتوبر – ديجو بوندجاك (مواليد 1928) لاعب كرة قدم مجري.[3]

### ديسمبر
- 6 ديسمبر – إيمري ماتيس (مواليد 1937) لاعب كرة قدم مجري.[4]